# Sven Vilhelm Gynther
Sven Vilhelm Gynther, född  2 juli 1796 i Karlskrona, död 23 april 1873 i Stockholm, var en svensk ämbetsman.
Gynther blev mönsterskrivare vid Andra sjöartilleriregementet i Karlskrona 1812. Han befordrades till regementsskrivare vid sjöartilleri- och matroskompanierna 1825 och till kommissarie vid Sjömilitiekontoret 1828, samt till överkommissarie vid flottan 1835. Följande år erhöll han amiralitetskammarråds namn, heder och värdighet. Vid departementalstyrelsens införande 1840 förordnades Gynther till expeditionschef i Sjöförsvarsdepartementet, blev tillförordnad landshövding 1848 och var 1851–1862 landshövding i Västernorrlands län. Åren 1836–1840 var han utgivare av "Tidskrift i sjöväsendet". Han utgav dessutom bland annat Blekings historia och beskrifning (I, 1847) och Författningssamling för K. M:ts flotta (9 delar, 1851–1870). Från 1842 var han ledamot av Krigsvetenskapsakademien.
Gynther var medlem i 1843 års sjöförsvarskommitté, samt ordförande i 1865 års kommitté angående kronans övertagande av anskaffningen av de till båtsmansbeklädnaden hörande så kallade småpersedlarna och i 1868 års kommitté angående omorganisation av sjöförsvarets ekonomiska förvaltning.